# Vertical search
Vertical search è un tipo di ricerca che il browser compie in rete dedicata ad un unico tema principale. Il percorso di ricerca e la visualizzazione dei risultati presenta una suddivisione in categorie.
Nel caso delle vertical search si fa riferimento quindi ad un focus che rende la ricerca più specifica e nella maggior parte dei casi più efficiente e orientata al risultato. 
I motori di ricerca verticali quindi, grazie ai crawler presenti nei loro database, riescono a indicizzare una grande quantità di informazioni e contenuti riferiti ad un tema principale, così che questo si esaurisca totalmente nelle ricerche che si effettuano. 
Esistono per esempio motori di ricerca dedicati solo ed esclusivamente alla medicina, ai viaggi, al lavoro, fino ai metamotori.